# Desabastecimiento en Perú durante la convulsión social
Durante la convulsión social de Perú de 2022-presente en Perú se reportaron casos de desabastecimiento en diversas regiones del país sudamericano. Algunos de esos ocurrieron en ciudades al sur como Arequipa, Tacna, Puno, Puerto Maldonado y Cusco que comprenden al combustible, alimentos y lácteos a causa del bloqueo de carreteras o paralización de plantas de producción. Esto tuvo un mayor impacto junto a la crisis alimenticia (en especial, a las ollas comunes).

## Antecedentes
El 7 de diciembre de 2022, el entonces presidente Pedro Castillo dio un autogolpe de Estado decretando la disolución del congreso y la intervención de diversas instituciones del Estado. Sin embargo, el intento de autogolpe fracasó y, amparándose en el artículo 46 de la Constitución para el inicio del proceso, el congreso vacó a Pedro Castillo. La posterior detención de Pedro Castillo cuando se dirigía a la embajada de México para buscar asilo político hizo que sus seguidores, convocados previamente para la tercera Toma de Lima, iniciaran manifestaciones que se extendieron por todo el país, a la que se unieron diversos colectivos y organizaciones de izquierda.

## Paralización y bloqueo de carreteras
La paralización y bloqueo de carreteras fueron dos de los métodos recurrentes de los manifestantes. Casos notables ocurrieron en Puno (paralización) y Madre de Dios (bloqueo).
Durante el bloqueo de carreteras generó pérdidas de 50 millones al día en empresas de transporte interprovincial por la inoperación de 10 mil buses. Mientras que la falta de transporte de carga limitó la producción de cobre desde la mina Las Bambas. Adicionalmente, la dificultad de llevar mercancía hacia Lima, limitó el comercio de galerías comerciales de Gamarra y Mesa Redonda.
El Banco de Crédito del Perú reportó una reducción de producción tras el bloqueo, lo que conllevaría una reducción del producto bruto interno proyectado por el BCR.
Debido al bloqueo del corredor minero de Perú de forma similar a lo ocurrido entre mayo y junio de 2022 en Las Bambas, se ha estudiado la crisis de producción de minería en sectores cercanas en las protestas, con el riesgo de perderse 10 mil puestos de trabajo según la Asociación de Contratistas Mineros del Perú. Víctor Góbitz, presidente de la Sociedad Nacional de Minería, Petróleo y Energía, advirtió que «las minas vinculadas a Cusco y Apurímac (Las Bambas, Constancia y Antapaccay) están operando, pero con dificultades».
El Ministerio de Economía y Finanzas reportó pérdidas generales de 1150 millones de soles para el 24 de enero, superando a las pérdidas por las protestas de diciembre de 2022. Para 21 de febrero, la cifra de pérdida incrementó a 2600 millones de soles. La Asociación de Hoteles, Restaurantes y Afines solicitó al MEF para recurrir en la campaña Reactiva Perú y mantener a flote a las empresas del sector turismo. Posteriormente, el Departamento de Estudios Económicos del Scotiabank presentó que el crecimiento del PBI estuvo cerca del 0 %.

## Desabastecimiento
Debido al bloqueo de carreteras por parte de los manifestantes, el desabastecimiento de productos fue reportado en diversas regiones del país.

### Madre de Dios
En la ciudad de Puerto Maldonado, capital de la región de Madre de Dios, se informó que el combustible dejó de abastacerse al igual que los alimentos en los mercados, en que se predomina la incertidumbre social. El mercado que abastece la ciudad se encontró cerrado desde el 4 de enero.
Ante la situación de desabastecimiento, el gobernador regional pidió un puente aéreo para proveer de alimentos e insumos para purificar el agua. El hospital de Santa Rosa informó que el área de cocina no disponía del gas doméstico suficiente para preparar los alimentos de los pacientes internados en el hospital. Debido a la escasez, el precio de los alimentos y balones de gas aumentó. Se reportó que un balón de gas llegaba a costar hasta 300 soles.
Según reportes de Madre de Dios, los manifestantes de la zona de El Laberinto recrudecieron el bloqueo de vías tras el enfrentamiento que tuvieron contra los participantes de las marchas por la paz en los días 11 y 12 de enero.

### Cusco
Inicialmente, con la toma de la planta de Kepashiato en diciembre de 2022, que forma parte del gasoducto de Camisea, se calculó pérdidas de 335 millones de dólares. Luego del posterior bloqueo, se reportó que el bloqueo de carreteras provocó el desabastecimiento de gas, gasolina y GLP en Cusco, registrándose largas colas.  También se percibió el desabastecimiento de diésel para vehículos y el uso de carbón como alternativa. El departamento de Cuzco, se quedó sin turistas extranjeros recurrente y, por consecuencia, se despidió masivamente a trabajadores de hoteles.

### Puno
El departamento de Puno, se mostró con desabastecimiento de gas y verduras y las perdidas económicas diarias superan los 850 millones de soles. El 18 de febrero de 2023, el Gobierno se comprometió a cubrir los costes de productos básicos.

### Arequipa
En el departamento de Arequipa, se mostró la escasez de cantidad de alimentos y de productos de primera necesidad en diciembre de 2022. El producto con mayor escasez fue el pollo.
Con el ataque a la planta procesadora del grupo Gloria en el departamento de Arequipa en diciembre de 2022, se estimó pérdidas de 650 mil litros de productos lácteos por parte de ese suceso. Para el mes de enero de 2023, se botaron alrededor de 900 mil litros al día.
En el caso de la región, y casi similar con otras ciudades del sur del país, se apreció el desabastecimiento de gas natural, debido al bloqueo de carreteras. Según la Federación Departamental de Taxistas en Arequipa, 6000 trabajadores de taxi fueron perjudicados. El 18 de diciembre, las filas para obtener balones ocurrieron también en Arequipa. Debido a la venta restringida, en Arequipa se agotaron las unidades de cinco kilogramos de distribuidoras hasta el día siguiente, 19 de diciembre.
Incluso después de las protestas de diciembre, la Asociación de Empresarios de Grifos de Arequipa calculó que el abastecimiento se normalizaría para mediados de enero de 2023. No obstante, el preciso mes de enero, el desabastecimiento de gas licuado de petróleo (GLP) afectó al 75% de las estaciones de servicio en la ciudad.

### Otras regiones

#### Norte
- En el departamento de La Libertad, el sector agroexportador perdió casi un millón de soles por los bloqueos.[49]
- En la ciudad de Chiclayo, capital de la región Lambayeque, se muestra escasez de frutas y las perdidas económicas bordean el millón de soles.[50]
- En la ciudad de Pucallpa, capital de la región Ucayali, los precios de las verduras se duplicaron.[51]

#### Sur
- En el departamento de Apurímac, desde su declaración en insurgencia popular, se encontró paralizada económicamente junto al desabastecimiento de alimentos.[49]
- En el departamento de Ica, se muestra escasez de combustible, incremento de costos y las perdidas diarias son de 60 millones de soles.[52]
- Para 16 de diciembre los precios de GLP subieron en estaciones de servicio, mientras que en Tacna se reportaron filas para obtener balones.[53]